# Leubas (Kempten)
Leubas ist ein Stadtteil von Kempten (Allgäu) im bayerischen Regierungsbezirk Schwaben. Er liegt im Nordwesten der Stadt nahe der Gemarkungsgrenze zu Lauben und bildet das Leubastal mit einem kleinen Bachlauf („Leubas“). Das Tal ist großteils ein Moorgebiet, so dass nur wenig Fläche für Siedlung und Ackerbau zur Verfügung steht. Die umgebende Landschaft gehört zur hügeligen Voralpenzone des Allgäus. Die geographischen Koordinaten sind etwa 47°45′56″ N, 10°20′14″ O, die mittlere Höhe ca. 682 m.

## Einwohnerentwicklung
Die Einwohnerzahl von Leubas ist seit dem 19. Jahrhundert stark gestiegen. Im Jahr 1871 lebten nur 88 Menschen im Ort, 1925 waren es 107 und 1950 etwa 113. Nach 1950 setzte ein rasches Wachstum ein: 1970 wurden 283 Einwohner gezählt, 1987 waren es 357. Bei der Volkszählung 2011 lag die Zahl bei 780, und 2022 hatte Leubas 820 Einwohner.

## Geschichte

### Frühes und Hochmittelalter
Im 12. Jahrhundert wurde Leubas erstmals urkundlich erwähnt. 1170 ist ein „Lantfried von Leubas“ als ritterlicher Lehensmann des Klosters Ottobeuren bezeugt. In der Nähe des heutigen Ortskerns befand sich die Burg Leubas, die ein Lehen Ottobeurens war.
Sie diente als befestigtes Herrenhaus und Wehranlage. Archäologische Funde deuten darauf hin, dass die Burg im Bauernkrieg vollständig zerstört wurde. Die Burgstelle ist heute mit einem Gedenkstein gekennzeichnet.

### Frühe Neuzeit und Bauernkrieg
Im 16. Jahrhundert gehörte Leubas zur Herrschaft des Fürststifts Kempten. 1525 wurde das Dorf Schauplatz des Bauernkriegs (Schlacht von Leubas). Der Bauer Jörg Schmid aus Leubas, genannt „der Knopf“, zählte zu den Anführern des Aufstands. Am 14. Juli 1525 versammelten sich bei Leubas am „Malstatt“-Hügel etwa 23.000 Bauernverbände, doch nach dem Anmarsch kaiserlicher Truppen flohen diese. Die nachfolgende Gegenaktion des königlichen Truchsessen führte zur Zerstörung vieler Gehöfte: Rund 200 Bauernhäuser wurden niedergebrannt, darunter ganze Orte wie Betzigau und Leubas.

### Neuzeit bis zur Gebietsreform
In der Folge blieb Leubas ein kleines Kirchdorf mit bäuerlicher Prägung. Im Dreißigjährigen Krieg (1618–1648) blieb Leubas weitgehend von Zerstörungen verschont. Während des bayerischen Gebietsreformprogramms wurde am 1. Juli 1972 die Gemeinde St. Mang nach Kempten eingemeindet; Leubas gehörte seit jeher zu St. Mang, daher kam es gleichzeitig zum Stadtgebiet von Kempten.

### 20. Jahrhundert
In der Nachkriegszeit wuchs Leubas durch neue Wohngebiete moderat an. Ein bedeutendes Ereignis war das Unglück beim Brückenbau der Autobahn A7: Am 30. April 1974 stürzte bei Betonierarbeiten an der Leubas-Brücke das Mittelteil der künftigen A7 ein und riss neun Arbeiter in den Tod. Dieses Unglück gilt als größte Katastrophe in der Kemptener Nachkriegsgeschichte. Im späteren 20. Jahrhundert wurden Verkehrserschließung und Versorgung modernisiert: Leubas erhielt Anschluss an den Nahverkehr (Stadtbus) und es entstanden neue Naherholungsflächen im Umfeld.

## Infrastruktur
Leubas verfügt über eine Grundschule (die Josef-Kentenich-Schule, eine katholische Privatschule) und daneben eine Kindertagesstätte, die von der Diakonie Allgäu betrieben wird. Weiterhin befinden sich die Kirche Maria Heimsuchung und das Gerätehaus der Freiwilligen Feuerwehr Leubas im Ort. Durch die Ortsmitte führt die Landesstraße (Leubaser Straße), und zwei Haltestellen der Stadtbuslinie 71 binden Leubas an den öffentlichen Personennahverkehr an. Westlich des Ortes verläuft die Autobahn A7, deren Brücke über das Leubas-Tal 1974 gebaut wurde.

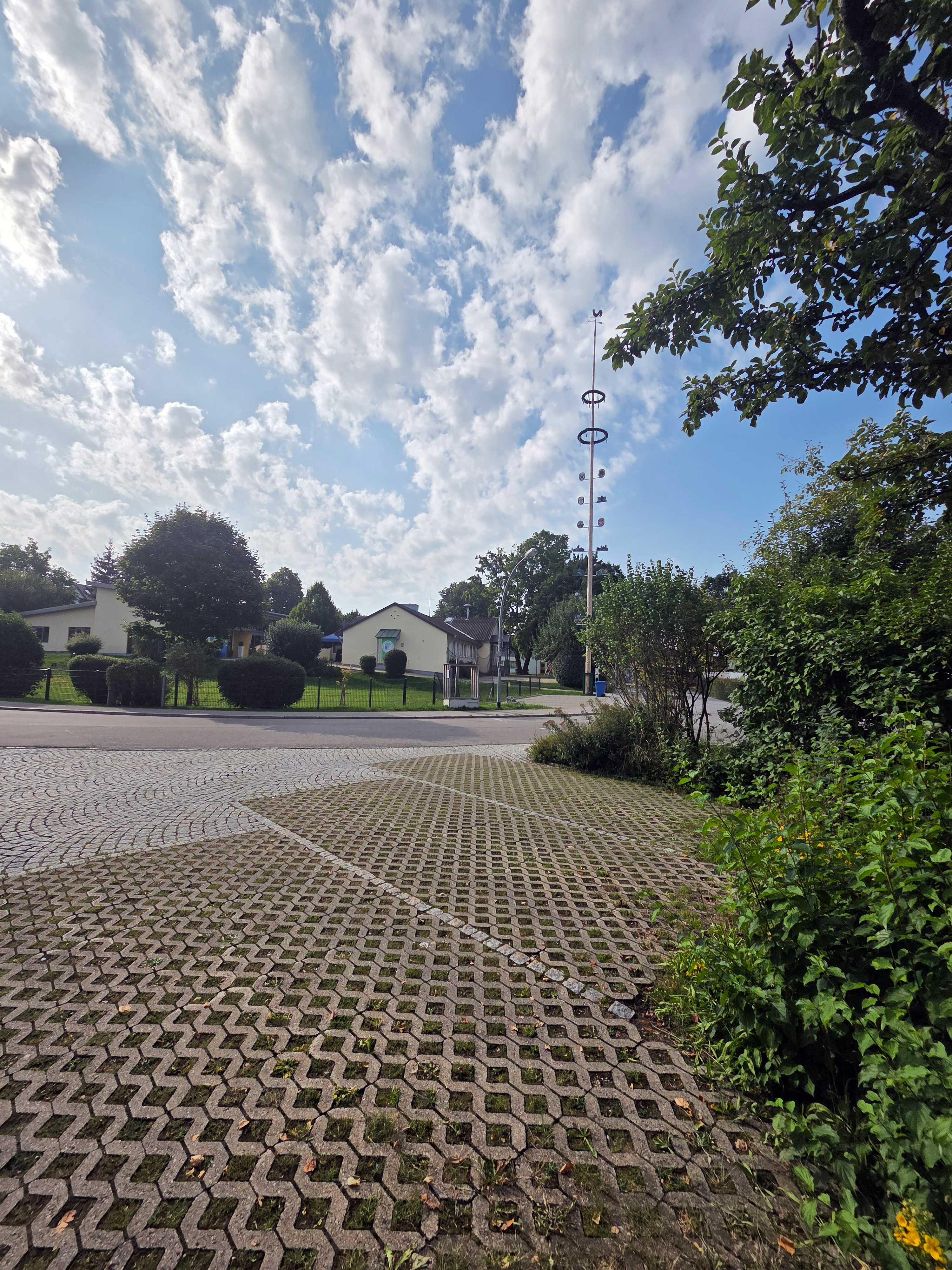
Dorfzentrum von Leubas mit Schule und Maibaum

## Siedlungs- und Bauentwicklung
Die Siedlungsstruktur in Leubas ist überwiegend durch Wohnhäuser mit eingefriedeten Grundstücken gekennzeichnet. In den letzten Jahrzehnten entstanden Neubauflächen am Malstatt und Frickenland sowie ein Gewerbegebiet im Nordwesten und im Süden. Das Stadtplanungsamt Kempten weist darauf hin, dass am südwestlichen Ortsrand landwirtschaftliche Flächen erhalten bleiben, während an den Randlagen Wohnbauflächen ausgewiesen sind. Diese Flächenentwicklung erfolgte im Einklang mit dem regionalen Flächennutzungsplan.
Leubas gilt als bevorzugte und gehobene Wohnlage mit ruhiger Lage in naturnaher Umgebung, geprägt von Einfamilienhäusern und Doppelhaushälften sowie naturnahem Wohnumfeld.

## Historisch bedeutsame Straßennamen in Leubas
Die Schmid-von-Leubas-Straße erinnert an Jörg Schmid, genannt „Knopf von Leubas“, einen Gerbergesellen aus Leubas, der 1525 als Anführer des Allgäuer Haufen im Deutschen Bauernkrieg aktiv war. Er gilt als zentraler Akteur des dortigen Widerstands gegen weltliche Herrschaft.
Der Häberlinweg ist Hans Häberlin gewidmet, einem reformatorischen Laienprediger aus Grönenbach. Er predigte im Umfeld von Kempten und wurde 1526 im Auftrag des Schwäbischen Bundes nahe Leubas erhängt.

## Religionen und Kirchen
In Leubas überwiegt die katholische Bevölkerung. Die heutige Pfarrkirche Maria Heimsuchung wurde 1996–1997 neu erbaut und 1997 geweiht. Die barocke Kapelle St. Magnus am nordwestlichen Ortsrand stammt etwa aus dem Jahr 1735 und ist als Baudenkmal geschützt. Die Kirchen bilden das geistliche Zentrum des Ortes.

## Kultur, Vereine und Gemeindeleben
In Leubas wird Vereinsleben aktiv gepflegt. Traditionsvereine sind der Schützenverein Leubas und der Sportverein SV Leubas 1893 e.V. Der Schützenverein wurde 1893 gegründet, die Idee dazu entstand bereits 1892. Die Freiwillige Feuerwehr Leubas wurde 1898 ins Leben gerufen. Sie ist als Teil der Löschgruppe 14 der Feuerwehr Kempten in Leubas stationiert. Ein alljährliches Ereignis ist die Maibaumaufstellung, die erstmals am 1. Mai 1982 durch den Schützenverein Leubas mit einem Feldgottesdienst durchgeführt wurde, begleitet von Frühschoppen und Umzug. Neben diesen gibt es weitere Hobbygruppen und gemeinschaftliche Feste wie Kirchweih und Dorffest.

## Sehenswürdigkeiten
Besonders hervorzuheben ist die Burgstelle Leubas, ein ehemaliges Lehen des Klosters Ottobeuren, das im Bauernkrieg zerstört wurde. Westlich des Ortes befindet sich die Malstatt, ein ehemaliger Hochgerichtsplatz. Die alte steinerne Bogenbrücke über die Leubas an der Leubaser Straße steht unter Denkmalschutz. Die Kapelle St. Magnus ist ebenfalls als Baudenkmal ausgewiesen.

Sehenswürdigkeiten in Leubas
Gedenkstein am Malstatt-Hügel in Leubas
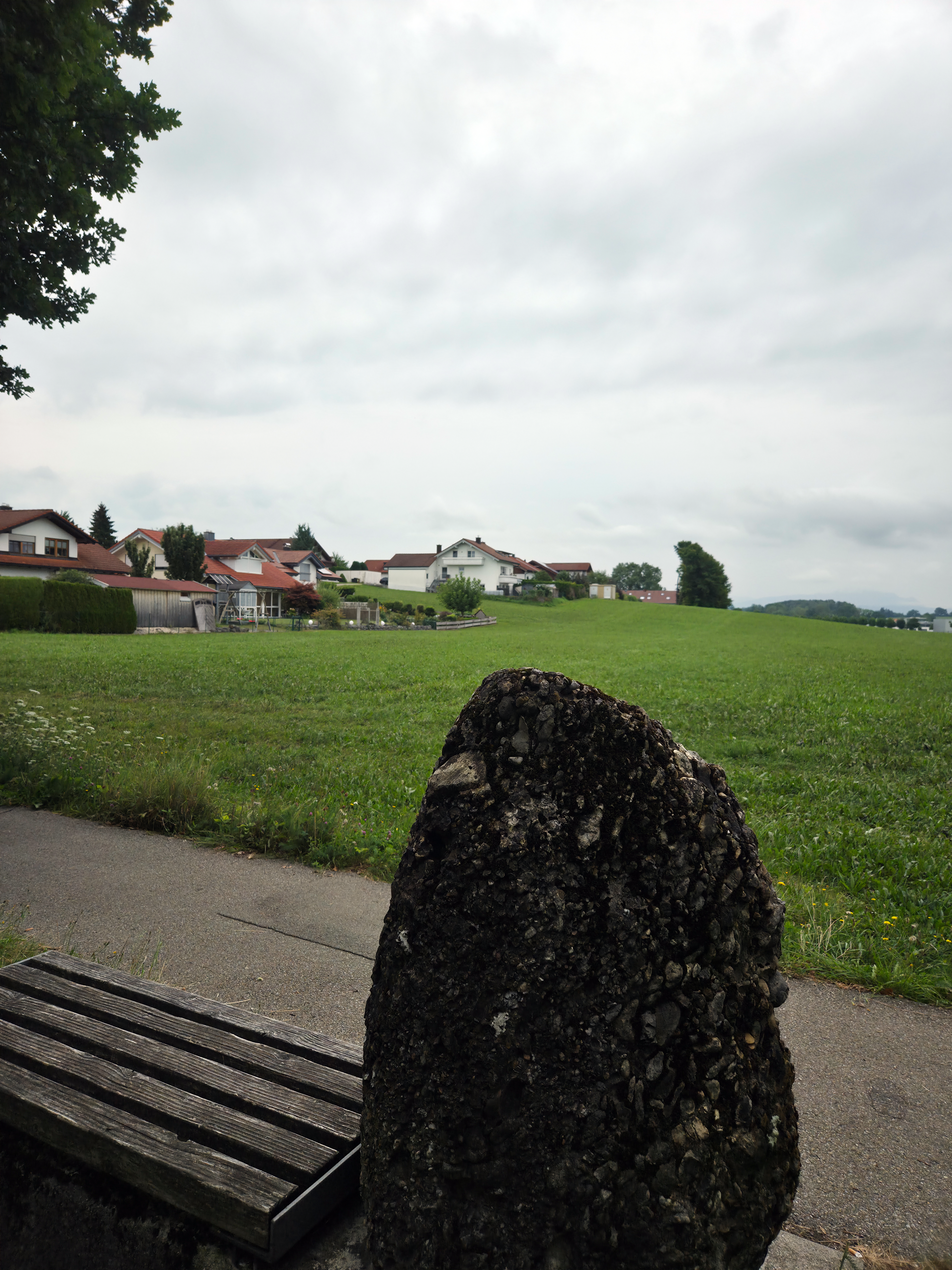
Malstatt-Hügel in Leubas
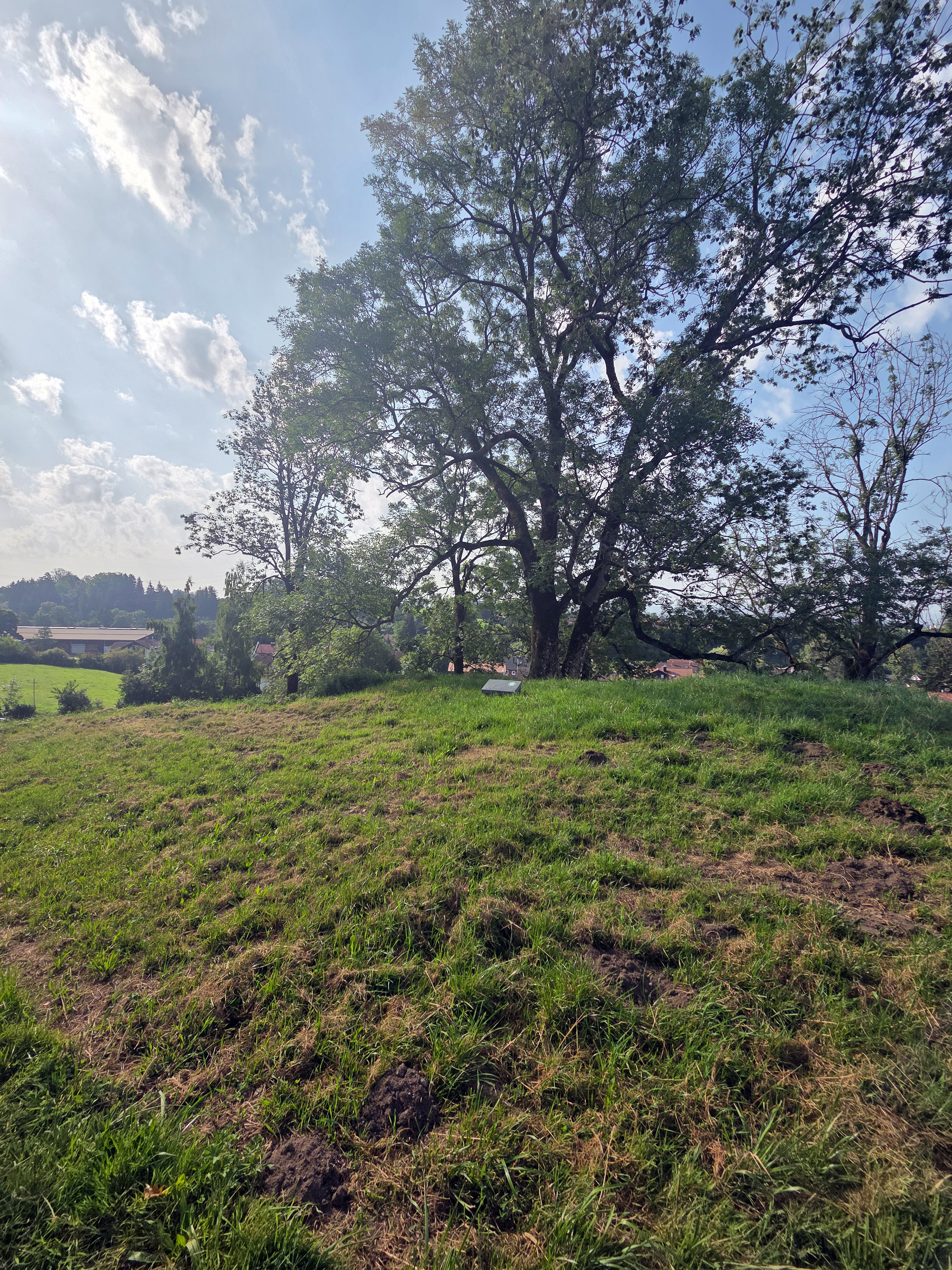
Gedenkstein an der Burgstelle Leubas

## Wirtschaftliche Struktur
Leubas ist heute überwiegend Wohn- und landwirtschaftlich geprägt. Gewerbliche Betriebe konzentrieren sich auf das Gewerbegebiet im Nordwesten und Süden des Ortsteils. Die meisten Einwohner pendeln zur Arbeit in die Kernstadt Kempten oder in umliegende Gewerbegebiete. Größere Einzelhandelszentren oder Nahversorgungseinrichtungen befinden sich nicht im Ort.

## Bekannte Unternehmen
Im Gewerbegebiet von Leubas in Kempten (Allgäu) haben folgende Unternehmen ihren Sitz:
- Allgäuer Zeitung – regionaler Medienverlag.[11]
- Abt Sportsline – Automobilveredler.[12]
- Ceratizit – Hersteller von Hartmetallwerkzeugen und Verschleißschutzlösungen.[13]